# Pnictogène

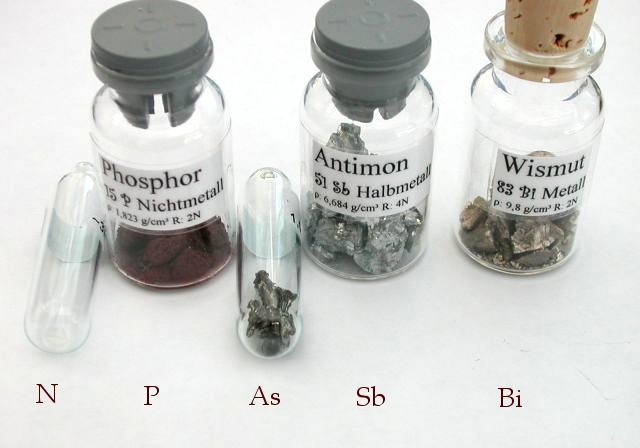
Pnictogènes.

Le 15e groupe du tableau périodique, parfois dit des pnictogènes (du grec πνίγειν (pnigein) signifiant « asphyxier » ou « étouffer »), et autrefois appelé groupe VB dans l'ancien système IUPAC utilisé en Europe et groupe VA dans le système CAS nord-américain, contient les éléments chimiques de la 15e colonne de ce tableau :
| Période | Élément chimique | Élément chimique | Z   | Famille d'éléments | Configuration électronique[2] |
| ------- | ---------------- | ---------------- | --- | ------------------ | ----------------------------- |
| 2       | N                | Azote            | 7   | Non-métal          | [He] 2s2 2p3                  |
| 3       | P                | Phosphore        | 15  | Non-métal          | [Ne] 3s2 3p3                  |
| 4       | As               | Arsenic          | 33  | Métalloïde         | [Ar] 4s2 3d10 4p3             |
| 5       | Sb               | Antimoine        | 51  | Métalloïde         | [Kr] 5s2 4d10 5p3             |
| 6       | Bi               | Bismuth          | 83  | Métal pauvre       | [Xe] 6s2 4f14 5d10 6p3        |
| 7       | Mc               | Moscovium        | 115 | Indéterminée       | [Rn] 7s2 5f14 6d10 7p3        |
Ces éléments sont de plus en plus métalliques au fur et à mesure qu'on descend le long de la colonne, depuis l’azote, qui est un gaz diatomique aux conditions normales de température et de pression (CNTP), jusqu'au bismuth. Certains de ces éléments, notamment le phosphore et l’arsenic, entrent dans la composition de nombreux matériaux semi-conducteurs III-V (arséniure de gallium, arséniure d'indium, phosphure de gallium, phosphure d'indium…) couramment utilisés en microélectronique et optoélectronique. 
Ces éléments présentent un ou plusieurs oxydes toxiques. Le trioxyde d'arsenic, entre autres, est un poison violent.

Éléments du groupe 15
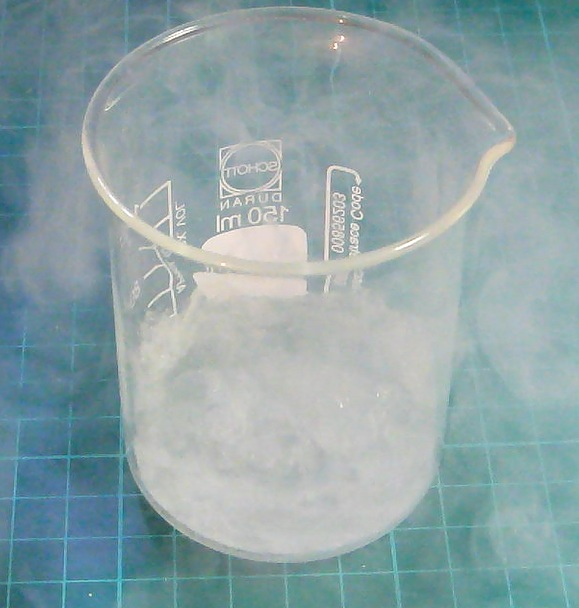
Azote liquide
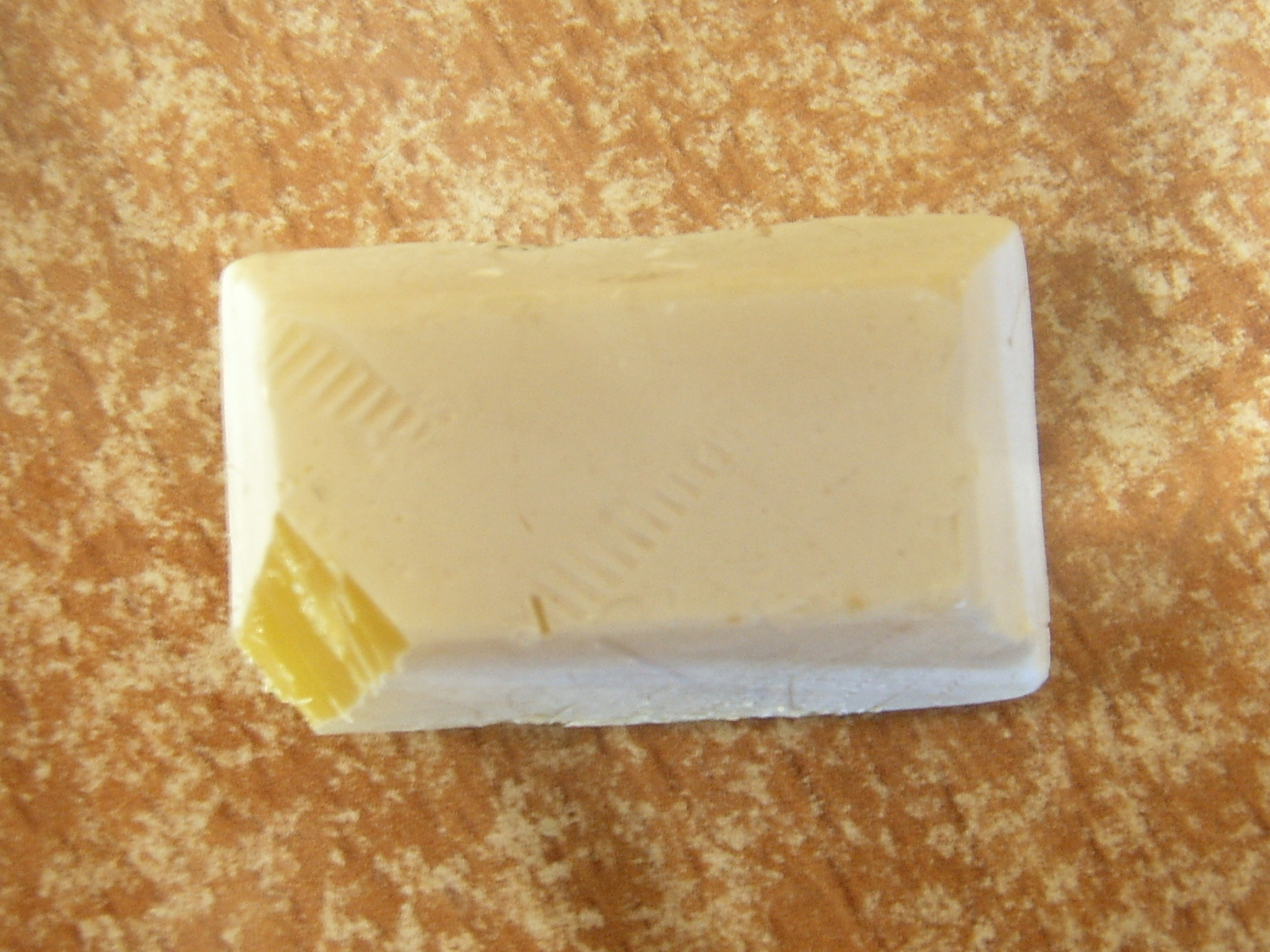
Phosphore blanc
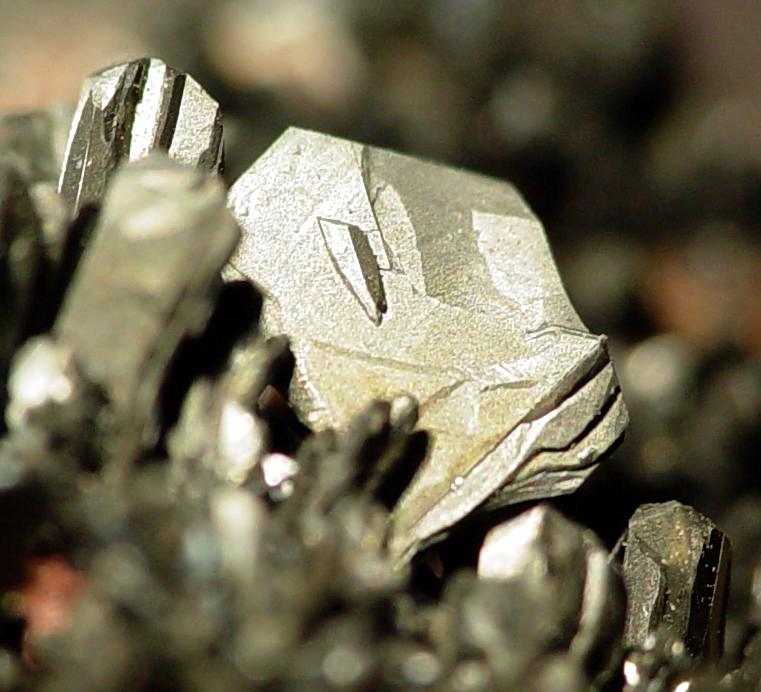
Arsenic
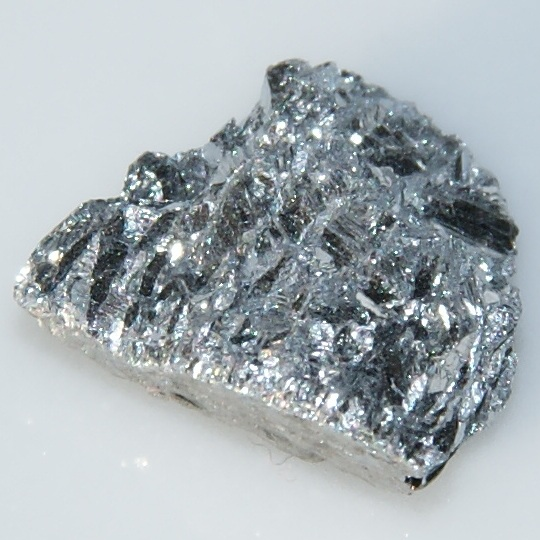
Antimoine
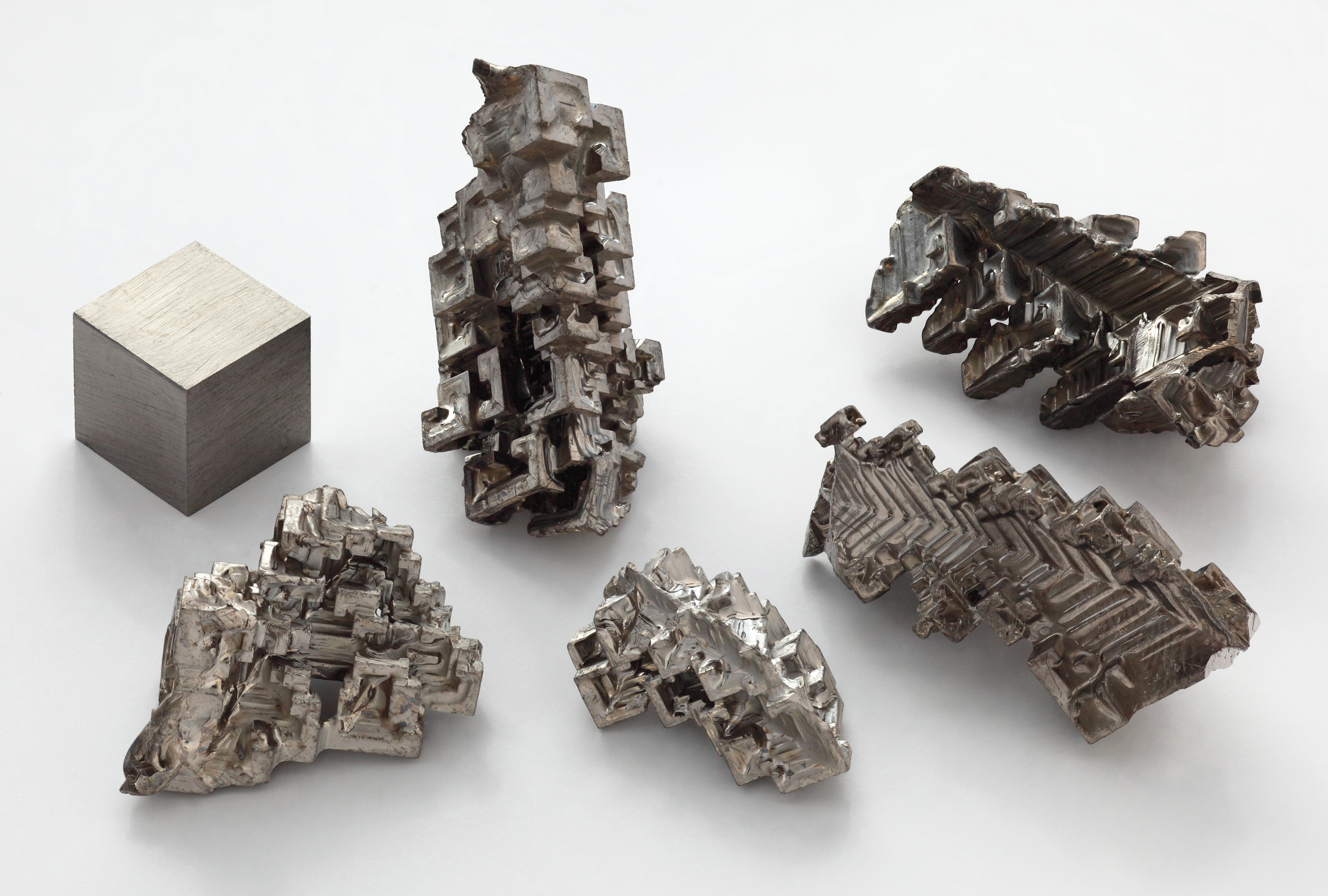
Bismuth